# Caustogryllacris modiglianii
Caustogryllacris modiglianii är en insektsart som först beskrevs av Griffini 1908.  Caustogryllacris modiglianii ingår i släktet Caustogryllacris och familjen Gryllacrididae.

## Underarter
Arten delas in i följande underarter:
- C. m. modiglianii
- C. m. benkulensis
- C. m. hatscheki